# Ecosistema d'aigua dolça

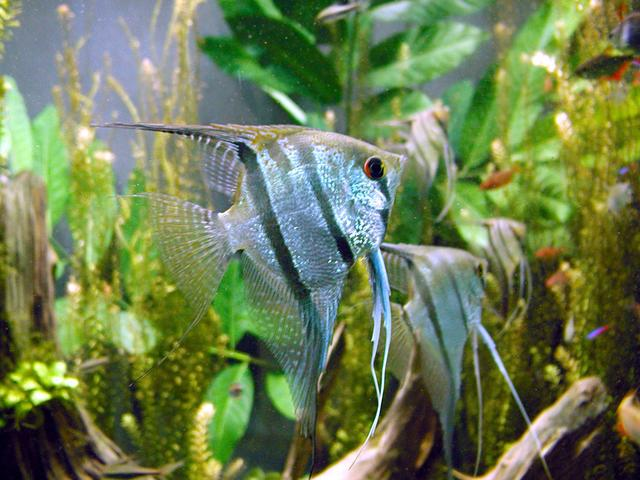
Peix àngel d'aigua dolça al Jardí Botànic de Mont-real.

Els ecosistemes d'aigua dolça són masses d'aigua com ara rius, llacs, o pantans. Es diferencien dels ecosistemes marins en el fet que aquests tenen una alta concentració de sals.
La quantitat, variacions i regularitat de les aigües d'un riu són de gran importància per a les plantes, animals i persones que viuen al llarg del seu curs. Els ecosistemes d'aigua dolça poden ser classificats basant-se en aquestes diferències.

## Components abiòtics i biòtics dels ecosistemes
Tot ecosistema està compost d'organismes vius (biòtics) i no vius (abiòtics). Els abiòtics d'un ecosistema inclouen els factors físics i químics del mateix ecosistema. Els factors físics que tenen efecte sobre l'ecosistema són: llum solar, temperatura, precipitació, vent, altitud, longitud, i corrents d'aigua. Per altra banda, els factors químics que tenen efecte sobre l'ecosistema són: nivell d'aigua, aire, concentració d'oxigen d'una àrea, i nivell de nutrients d'un sòl.